# Джефферсон, Томас
То́мас Дже́фферсон (англ. Thomas Jefferson; 2 (13) апреля 1743, Шэдуэлл, колония Виргиния, Тринадцать колоний, Британская империя — 4 июля 1826, Шарлотсвилл, штат Виргиния, США) — американский государственный деятель, один из отцов-основателей США и авторов Декларации независимости (1776), 3-й президент США, в 1801—1809 годах, выдающийся политик, дипломат и философ эпохи Просвещения. Основными событиями его президентства были покупка у Франции Луизианы (1803) и экспедиция Льюиса и Кларка (1804—1806). В 1778 году он разработал «Билль о всеобщем распространении знаний». Исследовал индейские захоронения.
Джефферсон был главой комитета по созданию Декларации независимости. Помимо него, в комитете было ещё 4 человека: Джон Адамс, Бенджамин Франклин, Роджер Шерман и Роберт Р. Ливингстон. На одной из встреч комитета эти 4 человека единогласно попросили Джефферсона написать декларацию самому. Библиотека конгресса США была создана на основе его коллекции печатных изданий. Джефферсон основал Университет Виргинии (University of Virginia) и создал его первую программу.
Джефферсон был губернатором Виргинии (1779—1781), первым государственным секретарём США (1789—1795), вторым вице-президентом (1797—1801) и третьим президентом США (1801—1809). Джефферсон и Мартин Ван Бюрен — единственные американские политики, занимавшие поочерёдно посты государственного секретаря, вице-президента и президента.
Он был разносторонним учёным — агрономом, архитектором, археологом, палеонтологом, изобретателем, коллекционером, писателем. Как архитектор Джефферсон спроектировал, среди прочих, здания Капитолия штата Виргиния, Виргинского университета и собственную усадьбу Монтичелло.
Он широко известен как один из основных создателей доктрины отделения церкви от государства.
Будучи президентом, в свободное время Джефферсон скомпилировал собственный вариант Нового Завета, создав так называемую «Библию Джефферсона». Как писал сам Джефферсон в письме Джону Адамсу: «То, что у меня получилось, — это самый возвышенный и благотворный моральный кодекс, который когда-либо предлагался людям». В 1904 году Конгресс США постановил издать этот труд в литографическом виде, и до середины 1950-х годов эта книга вручалась каждому новому члену Конгресса.

## Происхождение и образование
Томас Джефферсон родился 13 апреля 1743 года в колонии Виргиния третьим из восьми детей в семье, близкой к самым известным людям штата. Его отец, Питер Джефферсон (1708—1757), валлийского происхождения, занимался плантаторством и геодезией плантаций в графстве Албемарл. Его мать, Джейн Рэндольф Джефферсон (1720—1776), была дочерью Айшема Рэндольфа (1687—1742), капитана флота и плантатора, и двоюродной племянницей первого председателя Континентального Конгресса Пейтона Рэндольфа. После того, как полковник Уильям Рэндольф, старый друг Питера Джефферсона, умер в 1745 году, Питер Джефферсон принял опеку над его плантацией Такахо и малолетним сыном Томасом Менном Рэндольфом. В том же году семейство Джефферсонов переехало в Такахо. В 1752 году Джефферсоны вернулись в Шадуэлл, а в 1757 году Питер умер. Его владения были разделены между его сыновьями Томасом и Рэндольфом.
Отец Джефферсона был самоучкой, всегда жалел об отсутствии образования, поэтому приступил к обучению Томаса, в 5 лет. В 1752 году, в возрасте 9 лет, Джефферсон стал обучаться в местной начальной школе у пресвитерианского священника Уильяма Дугласа, где начал изучать латинский, древнегреческий и французский языки и заодно обучаться верховой езде. В 1758—1760 годах Джефферсон учился в школе священника Джеймса Мори. Она находилась около Гордонсвилла, в 19 км от Шэдуэлла, где вырос Джефферсон, поэтому Томас жил в семье Мори. Там он получил классическое образование, изучив основы истории и наук. В эти годы он познакомился со многими индейцами, в том числе с вождём чероки Онтассете, который часто останавливался в Шэдуэлле, когда ездил торговать в Уильямсберг. Джефферсон сам посещал Уильямсберг и был гостем полковника Дэндриджа, отца Марты Вашингтон. Там, в Уильямсберге, он познакомился с Патриком Генри, который, как и Джефферсон, увлекался игрой на скрипке.
В 1760 году он поступил в Колледж Вильгельма и Марии в Уильямсберге. Выбрав философское отделение, он учился математике, метафизике и философии у профессора Уильяма Смолла, который впервые познакомил юного и любознательного Джефферсона с трудами британских учёных-эмпиристов, в том числе Исаака Ньютона, Джона Локка и Френсиса Бэкона, которых Джефферсон впоследствии называл «тремя величайшими людьми, когда-либо существовавшими в истории». В это же время Джефферсон научился свободно говорить по-французски, полюбил читать Тацита и Гомера, а изучение древнегреческого так его захватило, что учебник древнегреческой грамматики он всюду носил с собой. Кроме этого, он стал учиться игре на скрипке. Учился Джефферсон очень добросовестно, иногда, по свидетельству очевидцев, занимаясь по пятнадцать часов в день, и живо интересовался всеми предметами. В это же время он состоял в тайной студенческой организации «Клуб плоской шляпы». Джефферсон часто бывал на вечеринках в доме губернатора Виргинии Френсиса Фокьера, где он часто играл на скрипке и получил первые познания о винах, которые впоследствии начал собирать. В 1762 году Джефферсон окончил колледж с высшими возможными оценками и, изучив право у Джорджа Вита, получил в 1767 году право заниматься адвокатской деятельностью.

## Семья
В 1772 году Джефферсон женился на своей троюродной сестре 23-летней вдове Марте Вейлс Скелтон. Она родила ему шестерых детей: Марту Джефферсон Рэндольф (1772—1836), Джейн Рэндольф (1774—1775), сына, мертворождённого или умершего сразу после рождения (1777), Мэри Вейлс (1778—1804), Люси Элизабет (1780—1781) и Элизабет (1782—1785). Марта Джефферсон умерла 6 сентября 1782 года, и после её смерти Джефферсон больше в брак не вступал.
Будучи послом во Франции, вдовцом, Джефферсон познакомился в Париже с одной из образованных женщин того времени — Марией Косвей. У них сложились близкие дружественные отношения. Уехав в США, Джефферсон вёл переписку с Косвей до конца своей жизни.

### Томас Джефферсон и Салли Хемингс
Сара «Салли» Хемингс — рабыня-квартерон, которая принадлежала Томасу Джефферсону. Она родилась в 1773 году и была дочерью Джона Вейлса и Бетти Хемингс, таким образом, она приходилась единокровной сестрой жене Джефферсона — Марте.
В 1787 году 14-летняя Салли сопровождала младшую дочь Джефферсона, Мэри. В тот период они находились во Франции, и это давало возможность Хемингс заявить в полицию, рассказав о своей ситуации, и обрести свободу, но она этого не сделала. Большинство историков полагает, что именно в этот период могли начаться отношения между Томасом и Салли.
В 1998 году был проведён тест ДНК, который показал, что Эстон Хемингс (1808—1856) является сыном Томаса Джефферсона. Тогда, вероятнее всего, остальные дети Салли: Харриет (I) (1795—1797), Беверли (1798—1873), Харриет (II) (1801—1870) и Мэдисон (1805—1877) — тоже его дети.
Однако вопрос родства остаётся открытым.

## Политическая карьера (1774—1800)

### На пути к революции
Продолжая заниматься адвокатской деятельностью, Джефферсон в 1769 году был избран в вирджинскую Палату бюргеров депутатом от округа Албемарл. После принятия парламентом Великобритании в 1774 году так называемых «Невыносимых законов», включавших в себя ограничение самоуправления колоний и монополию на чай, написал много статей и резолюций против них, которые были объединены в книгу «Общий обзор прав в Британской Америке» (англ. A Summary View of the Rights of British America), ставшую первой печатной работой Джефферсона. Книга, в частности, утверждала, что колонисты в Америке имеют естественное право на самоуправление и что английский парламент имеет власть только на территории Великобритании, но никак не в её колониях. После созыва Первого континентального конгресса работа Джефферсона стала программой, представленной делегацией Виргинии в Конгрессе, но была признана слишком радикальной. Тем не менее памфлет заложил теоретические основы для юридического провозглашения независимости и принёс Джефферсону известность как одному из наиболее патриотичных и думающих политиков.

### Автор Декларации независимости
Вскоре после начала Американской войны за независимость в первых числах июня 1775 года Джефферсон был избран во Второй континентальный конгресс, заседавший в Филадельфии. Когда последний в июне день 1776 года рассматривал резолюцию о провозглашении независимости, было решено создать комитет по подготовке сопроводительной декларации. Джефферсон был избран его главой, помимо него, в комитете было ещё четыре человека: Джон Адамс, Бенджамин Франклин, Роджер Шерман и Роберт Р. Ливингстон. На одной из встреч комитета остальные члены единогласно попросили Джефферсона написать первоначальный вариант декларации самому, так как Джефферсон был хорошо известен как писатель. Кроме этого, никто из членов комитета не считал это особенно важным. В доме кирпичника Графа, Джефферсон, консультируясь с остальными членами комитета, написал первый вариант декларации, использовав как образцы, в частности, написанную Джорджем Мейсоном Декларацию прав человека Виргинии, присланные государственными чиновниками и населением проекты и собственный проект Конституции Виргинии.
После внесения некоторых изменений Комитетом проект был представлен в Конгресс 28 июня 1776 года. 2 июля Конгресс, проголосовав за независимость, стал рассматривать Декларацию. После двухдневных дебатов из Декларации была удалена почти четвёртая часть текста, в том числе критика рабства и работорговли, что особенно возмутило Джефферсона, который был противником рабства, несмотря на то, что сам использовал рабский труд на своих плантациях. Впрочем, получившийся вариант был утверждён Конгрессом 4 июля 1776 года. С тех пор 4 июля отмечается как главный праздник США — День независимости, а преамбула Декларации, принёсшая наибольшую известность Джефферсону, является самым известным текстом о правах человека.

### Законодатель штата Виргиния
Вернувшись в Виргинию в сентябре 1776 года, Джефферсон был избран в создаваемую Палату делегатов Виргинии, где пытался обновить и реформировать систему законов штата, чтобы привести её в соответствие со стандартами демократического государства. За три года он составил 126 законопроектов, в том числе об отмене права первородства, о свободе вероисповедания и об упорядочении судебной системы. Кроме того, в 1778 году по инициативе Джефферсона был принят закон о запрете ввоза новых рабов в Виргинию. В том же году билль Джефферсона Закон для более широкого распространения знаний привёл к ряду реформ в его родном университете, в частности, к введению первой в Америке избирательной системы обучения. Кроме того, Джефферсон предложил законопроект об отмене смертной казни за все преступления, кроме убийства и государственной измены, однако с перевесом в один голос законопроект был отклонён.

### Губернатор Виргинии
В 1779 году Джефферсон был избран губернатором штата Виргиния. В 1780 году по его инициативе был произведён перенос столицы штата из Уильямсбурга в Ричмонд, расположенный ближе к центру штата. Джефферсон продолжал проводить реформы в Колледже Уильяма и Мэри, по его инициативе был введён первый в стране студенческий кодекс чести. В 1779 году по просьбе Джефферсона колледж пригласил Джорджа Вита, учителя Джефферсона, на должность профессора права, первую среди всех университетов страны. Тем не менее, недовольный темпами реформ, Джефферсон впоследствии стал основателем Университета Виргинии, где высшее образование было впервые полностью отделено от религиозного.
За то время, когда Джефферсон был губернатором Виргинии, она дважды подвергалась атакам британских войск. В июне 1781 года Джефферсон, Патрик Генри и другие руководители штата были настигнуты кавалерийской колонной англичан под командованием Банастра Терльтона, и им едва удалось бежать. Впрочем, Джефферсон незамедлительно ушёл в отставку. Общество было недовольно медленным темпом выполнения его предвыборных обещаний, и Томас Джефферсон больше никогда не избирался на какие-либо государственные посты в Виргинии.

### Посол во Франции
В 1785—1789 годах Джефферсон занимал должность посла во Франции, которая активно помогала американским повстанцам, где жил на Елисейских Полях и был популярен в свете. Задачей Джефферсона была координация и дальнейшее развитие отношений между двумя странами. По этой причине Джефферсон в 1787 году не мог участвовать в принятии Конституции США, однако в целом поддержал её, несмотря на отсутствие статей, затем вошедших в Билль о правах. Переписка Джефферсона велась через разработчика конституции, друга и соратника Томаса Джеймса Мэдисона.

### Государственный секретарь
Осенью 1789 года президент Джордж Вашингтон начал формировать государственный аппарат и искать кандидатуры на должности начальников департамента. Должность Государственного секретаря он предложил Джону Джею, но тот отказался, и тогда Вашингтон предложил этот пост Джефферсону. Он редко встречался с Джефферсоном в последние годы, но мог хорошо его знать по работе в вирджинской Палате Бюргеров. Джефферсон только что вернулся из Парижа, где был так воодушевлён событиями Французской революции, что стремился вернуться во Францию, поэтому без энтузиазма воспринял новость о своём назначении. Он колебался с сентября по январь, после чего всё же принял предложение, официально оформился в феврале, а прибыл в Нью-Йорк только в марте. Есть мнение, что он колебался из-за неприязни к новому федеральному правительству. 21 марта 1790 года Вашингтон и Джефферсон приступили к совместной работе.
На этом посту у него начались серьёзные противоречия с секретарём казначейства США Александром Гамильтоном по налоговой политике, и особенно по способу погашения военных задолженностей страны. В то время как Гамильтон считал, что выплаты по долгам должны быть равно распределены по бюджетам каждого штата, Джефферсон поддерживал принцип выплаты каждым штатом своих собственных задолженностей (главным образом потому, что его родной штат Виргиния практически не имел долгов). Конфликт был решён в ходе личной беседы Джефферсона с Гамильтоном. Было достигнуто соглашение (Компромисс 1790 года), по которому Джефферсон уступал в вопросе госдолга, а Гамильтон за это соглашался на перенесение столицы на Потомак.
В дальнейшем конфликт привёл к тому, что Гамильтон и его партия федералистов стали отождествляться Джефферсоном с монархистами и консерваторами, стремящимися подорвать устои республики. Джефферсон неоднократно заявлял, что федерализм равнозначен роялизму. В этих условиях Джефферсон и Джеймс Мэдисон основали Демократическо-Республиканскую партию, создав по всей стране сеть своих союзников-республиканцев для борьбы с федерализмом.
Впервые в 1792 году Джефферсон впервые принял участие в президентских выборах, но он боролся практически за вице-президентский пост. Дело в том, действующий президент Вашингтон получил 100 % голосов, в этих выборах Томас получил только четыре голоса выборщиков.
В 1793 году между Францией, где произошла революция, и Великобританией началась война. Джефферсон решительно поддержал Францию, но согласился с президентом Джорджем Вашингтоном, что США не должны вмешиваться в европейские дела, и препятствовал попыткам посла Франции Эдмона-Шарля Жене втянуть США в войну, апеллируя к Конгрессу и общественному мнению.
В конце 1793 года Джефферсон ушёл в отставку и удалился в Монтичелло, составив Вашингтону и Гамильтону оппозицию. В 1794 году стараниями Гамильтона был подписан Договор Джея, регламентирующий торговлю с Великобританией и приведший к установлению с ней торговых связей. Джеймс Мэдисон, в свою очередь, раскритиковал этот договор и был поддержан Джефферсоном.

### Президентские выборы 1796 года и деятельность на посту вице-президента
В 1796 году Джефферсон выставил кандидатуру от Демократической-Республиканской партии на президентских выборах, но проиграл федералисту Джону Адамсу. Впрочем, количества голосов выборщиков хватило для того, чтобы Джефферсон занял пост вице-президента. Написав правила проведения парламентских процедур, в дальнейшем обязанностей председателя Сената он избегал.
Когда началась необъявленная Квазивойна между США и Францией, правящая Федералистская партия во главе с президентом Адамсом начала интенсивную подготовку к боевым действиям. Была увеличена численность армии и флота, введены новые налоги и приняты законы о нежелательных иностранцах и подстрекательстве, англ. Alien and Sedition Acts, дававшие Президенту право высылать из страны граждан стран, с которыми США находилась в состоянии войны и лиц, опасных для мира и безопасности государства. Джефферсон, посчитав эти законы атакой на свою партию, написал и добился принятия вместе с Мэдисоном резолюций Виргинии и Кентукки, которые провозглашали, что федеральное правительство не имеет права на осуществление полномочий, не переданных ему правительствами штатов специально, и если федеральные акты были приняты в нарушение этого, то штаты могут приостановить действие данных законов на своей территории. Эти резолюции заложили основы теории о правах штатов, приведшей впоследствии к сецессии Юга США в 1860 году и Гражданской войне.

### Президентские выборы 1800 года
В 1800 году Джефферсон смог объединить свою партию и вместе с Аароном Бёрром начал подготовку к участию в президентских выборах, особо упирая в партийной программе на высокие и многочисленные налоги. Тем не менее в соответствии с традициями времени предвыборную кампанию он не вёл. План демократов-республиканцев состоял в том, чтобы один из выборщиков проголосовал только один раз, и, таким образом, Джефферсон становился бы президентом, а получивший в Коллегии на один голос меньше Бёрр — вице-президентом. Но план сорвался, и Палате представителей, в которой преобладали федералисты, предстояло сделать выбор между Джефферсоном и Бёрром. После долгих дебатов Джефферсон всё же был избран. В свой кабинет он пригласил представителей обеих враждующих партий, в том числе своего давнего сподвижника Мэдисона на пост государственного секретаря.

## Президентство (1801—1809)
В момент своей инаугурации Джефферсон был свободен для осуществления своей политической программы — создания ответственного перед местными властями правительства и усиления роли сельского хозяйства в экономике. Он поддерживал также демократизацию власти, в частности, отказавшись от пышности, принятой в Белом доме при Адамсе. Значительная фракция демократов-республиканцев в новом Конгрессе и раздоры в Федералистской партии между Гамильтоном и Адамсом позволили Джефферсону ни разу не применить права вето за период своего президентства.

В целях достижения контроля над Конгрессом Джефферсон пошёл на компромисс с федералистской фракцией Гамильтона. Джефферсон продолжил экономическую политику Гамильтона касательно Национального банка и тарифов. В обмен на это федералисты не препятствовали истечению действия Закона о подстрекательстве в 1801 году и отмене одного из Актов об иностранцах, которая сопровождалась освобождением из тюрьмы арестованных по этим законам. 

### Внутренняя политика

#### Экономическая политика
Стремясь уменьшить правительственные расходы, Джефферсон пытался ликвидировать национальный долг, считая, что страны не должны увеличивать свои задолженности путём получения иностранных кредитов, за что выступал Гамильтон. Также были отменены многие введённые предыдущей администрацией налоги, в частности, налог на мелких производителей виски, вызвавший в 1794 году серьёзные волнения. Мнение Джефферсона, что федеральное правительство может обеспечиваться только таможенными пошлинами без сбора налогов с населения, первоначально принесло успехи в экономике, однако позже, когда в результате Наполеоновских войн торговля США с Великобританией прервана, такая политика оказалась неэффективной в предвоенных условиях и непризнанием легитимности власти США со стороны Британии, которая имела огромное превосходство на море и совершала постоянные нападения на торговые суда США.
В 1807 году Джефферсон добился принятия так называемого Закона об эмбарго, запрещавшего поставку американских товаров в иностранные порты и их перевозку иностранными судами. Тем самым Джефферсон желал добиться отмены сходных решений, принятых Британией и Францией в разгар наполеоновских войн. Закон был в итоге отменен за три дня до истечения президентских полномочий Джефферсона в 1809 году.

#### Военная политика
Джефферсон в период своего президентства провёл значительное сокращение численности армии, а также распустил большую часть флота, построенного при администрации Адамса, поскольку, по его мнению, большие вооружённые силы истощали ресурсы и финансы государства. Он считал, что в случае войны достаточная численность армии будет достигнута за счёт добровольцев из гражданского населения, как это произошло во время Войны за независимость. Тем не менее, признавая необходимость образованного руководства добровольческой армии, Джефферсон увеличил Армейский корпус инженеров и учредил в 1803 году Военную академию США в Вест-Пойнте.

#### Кадровая политика
Вступление на президентский пост Джефферсона было первым примером передачи власти от одной партии к другой в истории США. Хотя Джефферсон имел право заменить большинство правительственных чиновников на сторонников своей партии, он осудил предложения своих однопартийцев о полном увольнении всех чиновников прежней администрации. Джефферсон посчитал необходимым заменить только кабинет и судей, чьё назначение было политически ангажированным, поскольку находил возможным переход умеренных федералистов в свою партию. В дальнейшем по примеру Джефферсона последующие президенты также не производили кардинальных перемен в администрации до избрания Эндрю Джексона в 1828 году.
Несмотря на умеренную позицию Джефферсона в отношении оппозиционных федералистов, сами они переживали не лучшие времена. Отказавшись принять популистские методы ведения кампании, практикуемые демократами-республиканцами, федералисты теряли сторонников. Их программа, предусматривавшая сильное федеральное правительство и высокие налоги, завоевала мало сторонников, особенно в новообразованных штатах Кентукки, Теннесси и Огайо, а уход из политической жизни Джона Адамса и Джона Джея и гибель на дуэли с Аароном Бёрром Александра Гамильтона оставили партию без сильного и популярного руководства. В итоге популярность федералистов оставалась высокой лишь в штате Делавэр и штатах Новой Англии, что продемонстрировали очередные президентские выборы в 1804 году, а многие умеренные члены партии перешли к правящей силе. Особо ощутимым стал уход Джона Куинси Адамса, сына экс-президента.

#### Судебная политика
Джефферсон предъявлял к судьям гораздо более высокие требования, чем его предшественники. Он считал, что судьи служат важным элементом обеспечения конституционности и прав. В 1801 году был отменён Юридический акт, создававший районные суды, апелляционной инстанцией для которых были окружные, и сокращавший число членов Верховного суда с шести до пяти. С отменой акта районные суды были упразднены, а их функции переданы окружным судам. Также все вопросы, не связанные с Конституцией и федеральными законами, передавались из ведения Верховного суда в ведение окружных судов. Таким образом, уменьшались полномочия Верховного суда, настроенного федералистский, и увольнялись так называемые «полночные судьи», назначенные во множестве в районные суды предыдущей администрацией и служившие проводником и оплотом политики федералистов. Такое название они получили потому, что многие из них были назначены Адамсом незадолго до инаугурации Джефферсона с целью сохранить влияние своей партии. Федералистская оппозиция критиковала это решение, указывая, что согласно Конституции ни один из судей не может быть смещён со своей должности не иначе, как после совершения тяжкого преступления, например, государственной измены. Тем не менее, демократы-республиканцы, упирая на высокую стоимость столь большого количества судов для нации, добились отмены акта, и многие из «полуночных судей» были уволены при сокращении судов.
При в целом успешной борьбе за очищение судов от федералистов Джефферсон не смог отменить назначение Главным судьёй Верховного суда Джона Маршалла. Маршалл, бывший государственный секретарь, хотя и был двоюродным братом Джефферсона, но по своим политическим убеждениям являлся ярым приверженцем адамовского федерализма. Вскоре после вступления в должность Маршалл принял к рассмотрению иск одного из «полуночных судей» Уильяма Марбёри к государственному секретарю Мэдисону. Назначение Марбёри мировым судьёй в округе Колумбия, осуществлённое в последние дни президентства Адамса, не было завершено до конца, когда новый госсекретарь Мэдисон отказал Марбёри. Марбёри в своём иске требовал, чтобы Мэдисон не препятствовал его назначению, и требовал от верховного суда принудить Мэдисона к этому. Тем не менее, Верховный суд отказался удовлетворить иск Марбёри, признав акт, на котором базировался иск, неконституционным, и отказавшись вмешиваться в действия другой ветви власти. Это стало важной вехой в истории США и способствовало дальнейшему разграничению полномочий трёх ветвей власти.
Демократы также приступили к увольнению федеральных судей штатов, настроенных оппозиционно. Первым стал районный судья-федералист из Нью-Гемпшира Джон Пикеринг, признанный имевшим признаки безумия и публично напивавшийся. В 1804 году Палата представителей вынесла решение о начале процесса импичмента Пикерингу, и в том же году он был отрешён от должности Сенатом. Затем член Верховного суда федералист Сэмюэль Чейз был обвинён в публичных высказываниях о том, что демократы-республиканцы угрожают «миру, порядку, свободе и собственности». Джефферсон предложил Палате начать процесс импичмента. Тем не менее, многие из конгрессменов-однопартийцев Джефферсона посчитали, что подобные обвинения напоминают обвинения на процессах по Акту о подстрекательстве, отменённом самим Джефферсоном в начале своего президентства. В 1804 году Сенат оправдал Чейза по всем пунктам обвинения. Этот процесс стал единственной в истории США попыткой отрешения от должности члена Верховного суда и послужил дополнительным аргументом к защите и независимости судебной власти от политических манипуляций.

#### Национальная политика
В период правления Джефферсона вождь племени шони Текумсе и его брат Тенксватава развернули кампанию против захвата их земель к северу от реки Огайо белыми колонистами и организовали нападения на поселения колонистов, в результате чего уже в правление преемника Джефферсона, Мэдисона, была организована военная операция по подавлению мятежа. Сам Джефферсон был сторонником приучения индейских племён к цивилизации, однако по его распоряжению была организована кампания переселения индейского населения с Юга США на запад. Исключение было сделано для Пяти цивилизованных племён, в отношении которых поощрялось приобщение их к традициям европейской культуры. Для подавления сопротивления народа криков в Теннесси была организована народная милиция под командованием Эндрю Джексона.

#### Президентские выборы 1804 года
Состоявшиеся в 1804 году президентские выборы проходили по новому избирательному закону, призванному предотвратить повторение событий 1800 года. Отныне избранные законодательными собраниями штатов выборщики отдавали один свой голос за кандидата в президенты, а другой за кандидата в вице-президенты, что привело к выдвижению от каждой партии кандидатской пары Президент-Вице-президент. Вновь баллотировавшийся в президенты Джефферсон одержал уверенную победу над Чарлзом Пинкни, кандидатом федералистов, получив 162 выборщика против 14 у Пинкни. Новым вице-президентом стал избиравшийся вместе с Джефферсоном Джордж Клинтон, заменивший Аарона Бёрра из-за скандальной истории с дуэлью.

#### Вопрос о работорговле
В период второго срока Джефферсона истёк срок конституционного запрета на обсуждение запрета работорговли, утверждённого на Филадельфийском конвенте до 1808 года, и в 1807 году депутатами от северных штатов в Конгресс было внесено предложение о запрете работорговли, поддержанное Джефферсоном, но резко осуждённое южанами, заявившими о прерогативе штатов в запрете работорговли. Принятое в 1808 году компромиссное решение запрещало работорговлю на федеральном уровне, но обязывало правительство распоряжаться обнаруженными контрабандными рабами в соответствии с законами данного штата. В итоге это привело не к исчезновению работорговли, а только к уменьшению её объёмов.
Тем не менее, ещё 3 мая 1807 года Джефферсон подписал билль, запретивший ввоз новых рабов на территорию США.

### Внешняя политика

#### Луизианская покупка
В 1801 году в результате Наполеоновских войн Луизиана, занимавшая практически весь бассейн Миссисипи, вернулась от Испании к Франции, что обеспокоило правительство США, опасавшееся закрытия Нового Орлеана для международной торговли. В 1803 году Джеймс Монро и Роберт Ливингстон были командированы в Париж для покупки Нового Орлеана с прилегающими территориями за 10 млн долларов, однако Наполеон Бонапарт, обеспокоенный мятежом на Гаити и не имевший сил защитить Луизиану от вторжения Великобритании, предложил Монро купить всю Луизиану за 15 млн долларов. Джефферсон, первоначально намеренный сохранить Луизиану как формальное владение Франции, по совету Дюпона де Немура дал согласие на сделку, хотя первоначально был намерен оформить присоединение конституционной поправкой, поскольку Конституция США не содержала сведений о расширении территории страны.
2 мая 1803 года был подписан договор о продаже территории, в два раза превышавшей территорию США, однако федералисты, обеспокоенные возможным доминированием рабовладельческих штатов в случае расширения территории и убытками для населения Новой Англии, встали в резкую оппозицию, так, сенатор от Массачусетса Тимоти Пикеринг даже предложил вице-президенту Бёрру возглавить отделившиеся штаты севера США при условии, что он убедит присоединиться к сецессии штат Нью-Йорк, что усугубило конфликт Бёрра с Гамильтоном, уроженцем Нью-Йорка, много сделавшим для создания единого американского государства. В итоге осенью 1803 года договор был одобрен Сенатом США 24 голосами из 31, и западная граница США отодвинулась к Скалистым горам. 10 марта 1804 года договор официально вступил в силу, после чего все земли были вторично выкуплены у проживавших на данных территориях индейских племён, и сформирована Индейская территория.
В 1804 году для изучения приобретённых земель к Тихому океану была направлена экспедиция Льюиса и Кларка, изучившая нынешний северо-запад США и заложившая основу для колонизации Скалистых гор и Тихоокеанского побережья.

#### Первая берберийская война
С провозглашением независимости США должны были платить дань Алжиру, Тунису и Триполитании для беспрепятственного плавания и торговли в Средиземном море. Джефферсон, бывший противником атлантической торговли, считая, что она провоцирует конфликты, и стоявший за экономическую экспансию на запад, после своей инаугурации отказался платить дань триполийскому паше Караманли, выплачиваемую при Вашингтоне и Адамсе, что вызвало разрыв отношений. В том же году в Средиземное море был отправлен небольшой флот, усиленный в 1802 году, и в 1803 году начались активные боевые действия, и осуществлена блокада портов. Первоначально боевые действия были малоудачны, сопровождались захватом кораблей арабами, а в 1804 году осада Триполи оказалась безуспешной, однако после привлечения противников Караманли на свою сторону 27 апреля 1805 года американцам удалось занять стратегически важный город Дерну, что вызвало угрозу захвата Триполи и принудило Караманли заключить мирный договор, по которому после выплаты выкупа за пленных денежные платежи прекращались.
Война, формально так и не объявленная, продемонстрировала способность американцев к ведению боевых действий вне дома и укрепила престиж США, что было немаловажно в условиях надвигающейся войны с Великобританией, принудившей Джефферсона спешно подписать мир с берберами. Тем не менее, постепенное уменьшение американского присутствия в Средиземном море восстановило довоенный статус и спровоцировало в 1814 году Вторую берберийскую войну, окончательно ликвидировавшую пиратство в Северной Африке.

#### Джефферсон и Александр I
В ответ на проявленный российским императором Александром I интерес к личности Джефферсона, к американским политическим институтам и опыту взаимоотношений между центральной властью и территориями направил в 1802 году список трудов о Конституции США, достойных, с точки зрения Джефферсона, внимания императора, а также несколько других печатных работ, включая «Федералист», сопроводив посылку личным письмом. В 1804 году между Александром I и Джефферсоном установилась переписка. В письме монарху от 15 июня 1804 года Джефферсон писал: «Пользуюсь этой возможностью, чтобы выразить крайнее удовлетворение по поводу того, что за тот короткий срок, в течение которого Вы находитесь на троне своего государства, я явился свидетелем множества решений Вашего правительства, в которых я увидел проявление лежащих в их основе высоких достоинств и мудрости». Одновременно Джефферсон заверил императора, что российский флаг «встретит в наших гаванях гостеприимство, свободу, покровительство, и Ваши подданные будут пользоваться всеми привилегиями наиболее благоприятствуемой нации».
В ответном письме от 7 ноября 1804 Александр I выразил надежду, что «Соединённые Штаты ещё долго смогут иметь во главе своего правительства такого достойного и просвещённого руководителя», как Джефферсон. Позднее Джефферсон состоял в нерегулярной переписке с российским монархом по различным внешнеполитическим проблемам, стоявшим перед обеими странами. Ещё в 1802 писал в частном письме: «Появление такого человека [Александра I] на троне является одним из феноменов, которым будет разительно отличаться в истории человечества нынешняя эпоха». Неоднократно подчёркивал роль Александра I как человека, способствовавшего установлению мира на международной арене. В 1804 году Джефферсон направил Александру I благодарственное письмо за его содействие в решении вопроса с американским фрегатом «Филадельфия», задержанным в порту Триполи, и за дружественный приём, оказанный в Санкт-Петербурге американскому консулу Л. Харрису. В этом же письме он выразил надежду, что рост торговли между Соединёнными Штатами и Российской империей будет способствовать более тесным связям. В ответном послании Александр I высоко оценил интерес, проявленный американским президентом к благополучию и процветанию России, и заверил Джефферсона в столь же дружественных чувствах со своей стороны. Переписка между Джефферсоном и Александром I, не приведя к немедленным практическим результатам, сыграла, тем не менее, существенную роль в происшедшем несколькими годами позднее установлении официальных дипломатических отношений, инициатором которого выступил Джефферсон. В частном письме от 20 июля 1807 года Джефферсон писал своему другу об Александре I: «Он проявляет необычайную привязанность к нашей стране и её правительству и не раз давал мне как публичные, так и приватные доказательства этой привязанности. Наша страна, как и его страна, по природе своей нейтральна, наши интересы в том, что касается прав нейтральных держав, и наши чувства совпадают… Я углубился в этот предмет, поскольку уверен, что Россия (пока будет жив её нынешний монарх) является самой искренне дружески расположенной к нам страной из всех стран мира; её услуги пригодятся нам и впредь, и нам надо искать прежде всего её расположения… Желательно, чтобы такие чувства разделяла вся нация». Джефферсон был убеждён, что России и США самой судьбой предназначено оставаться друзьями.

## Смерть
Томас Джефферсон умер 4 июля 1826 года в Шарлотсвилле неподалёку от своей знаменитой усадьбы Монтичелло, ровно через пятьдесят лет после принятия Декларации независимости, всего на несколько часов раньше своего предшественника на посту президента и главного политического противника Джона Адамса, последними словами которого были: «Томас Джефферсон ещё жив?».
Джефферсон был похоронен в Монтичелло, а на памятник была помещена написанная им самим эпитафия:
| HERE WAS BURIED THOMAS JEFFERSON AUTHOR OF THE DECLARATION OF AMERICAN INDEPENDENCE OF THE STATUTE OF VIRGINIA FOR RELIGIOUS FREEDOM AND FATHER OF THE UNIVERSITY OF VIRGINIA BORN APRIL 2 1743 O.S. DIED JULY 4 1826 |  | ЗДЕСЬ ПОХОРОНЕН ТОМАС ДЖЕФФЕРСОН АВТОР ДЕКЛАРАЦИИ НЕЗАВИСИМОСТИ АМЕРИКИ, АВТОР ЗАКОНА ШТАТА ВИРДЖИНИЯ О СВОБОДЕ ВЕРОИСПОВЕДАНИЯ И ОТЕЦ-ОСНОВАТЕЛЬ УНИВЕРСИТЕТА ВИРДЖИНИИ РОДИЛСЯ 2 АПРЕЛЯ 1743 С. С. УМЕР 4 ИЮЛЯ 1826 |

Дата рождения указана по старому стилю, поскольку Великобритания и американские колонии перешли на новый стиль лишь с 1752 года вместе с реформой начала нового года.
Хотя Джефферсон родился в одной из богатейших семей США, после его смерти остались многочисленные долги, и его имущество пришлось продать на аукционе. Так, 552 акра (223 гектара) земли, принадлежавшей Джефферсону, в 1831 году были куплены за 7000 долларов неким Джеймсом Т. Баркли. Монтичелло Джефферсон завещал государству на устройство там школы для детей умерших офицеров флота.

## Память
- В США Джефферсону установлено множество памятников, а его имя носит ряд округов штатов.
- Портрет Джефферсона изображён на двухдолларовой банкноте и пятицентовой монете.
- В Вашингтоне открыт мемориал.
- Кавалер Золотой медали Американского института архитектуры (1993, посмертно).

## Образ в кино
- «Александр Гамильтон»[англ.] (1931) — роль Томаса Джефферсона исполнил Монтегю Лав
- «Разделённые сердца[англ.]» (США, 1936). Роль Томаса Джефферсона исполнил Джордж Ирвинг[англ.]
- «Романтика Луизианы» / Romance of Louisiana (США, 1937) — роль Джефферсона исполнил Эрвилль Алдерсон[англ.]
- «Джефферсон в Париже» (1995)
- «Скандал в Белом Доме» (2000) — история отношений Томаса Джефферсона и Салли Хемингс, роль Джефферсона исполнил Сэм Нил
- «Джон Адамс» (2008) — роль исполнил Стивен Диллэйн
- «Гамильтон» (2020) — роль Джефферсона исполнил Давид Диггз

### На русском языке
- Севостьянов Г. Н., Уткин А. И. Томас Джефферсон. — М.: Мысль, 1976. — 392 с. — 45 000 экз. (В пер.)
- Печатнов В. О. Гамильтон и Джефферсон / Ред. М. Ю. Ситнина; Оформление художников: Е. П. Суматохина и В. В. Суркова. — М.: Международные отношения, 1984. — 336, [16] с. — 40 000 экз. (в пер.)
- Согрин В. В. Джефферсон: Человек, мыслитель, политик / Отв. ред. член-корр. АН СССР Н. Н. Болховитинов. Академия наук СССР. — М.: Наука, 1989. — 280 с. — 5000 экз. — ISBN 5-02-008990-7.
- Шелдон Г. У.[тур.] Политическая философия Т. Джефферсона. — М.: Республика, 1996. — 255 с. — ISBN 5-250-02593-5
- Томас Джефферсон. Декларация независимости. Инаугурационные речи / Вступительная статья, примечания и составление С. Ф. Ударцева / Сер. «Жемчужины истории политической и правовой мысли». — Алматы: ВШП «Әділет», 1999. — 58 с. (статья — с. 5—20; примечания — с. 49—55).
- Коровин В. Ф. Джефферсон // Новая философская энциклопедия : в 4 т. / пред. науч.-ред. совета В. С. Стёпин. — 2-е изд., испр. и доп. — М. : Мысль, 2010. — 2816 с.

### На английском языке
- Bowers, Claude G. The Young Jefferson 1743 - 1789. — Houghton Mifflin Company, 1945.
- Chernow, Ron. Washington: A Life. — Penguin Press, 2010. — 945 p. — ISBN 978-1-59420-266-7.
- Ferling, John. A Leap in the Dark: The Struggle to Create the American Republic. — Oxford University Press, 2003. — 576 p. — ISBN 9780195184181.
- Malone, Dumas. Jefferson (6 vol. 1948—1981)
  - Malone, Dumas. Jefferson, The Virginian. Jefferson and His Time. — Little Brown, 1948. — 484 с. — ISBN 978-0813923611.
  - Jefferson and the Rights of Man. Jefferson and His Time. 2. Little Brown. 1951
  - Jefferson and the Ordeal of Liberty. Jefferson and His Time. 3. Little, Brown. 1962 ISBN 978-0316544757.
  - Jefferson the President: First Term, 1801—1805. Jefferson and His Time. 4. Little Brown. 1970
  - Jefferson the President: Second Term, 1805—1809. Jefferson and His Time. 5. Little Brown. OCLC 1929523. 1974
  - The Sage of Monticello. Jefferson and His Time. 6. Little Brown. ISBN 978-0316544788. 1981
- Morse, John Torrey. Thomas Jefferson. — Boston: Houghton, Mifflin, 1883. — 373 p.
- Randall, Willard Sterne. Thomas Jefferson: A Life. — Harper Perennial Modern Classics;, 2014. — 736 p. — ISBN 978-0060976170.
- Freeman, Douglas Southall. George Washington: A Biography. — New York: Charles Scribner's Sons, 1954. — Vol. 6. Patriot and president: 1784—1793). — 482 p.